# Paradise (Demerara-Mahaica 1)
Paradise ist ein Dorf in der Region Demerara-Mahaica von Guyana. Bis 2006 diente es als Verwaltungszentrum. Ein Feuer zerstörte jedoch das Verwaltungsgebäude und es wurde entschieden, das Verwaltungszentrum nach Triumph zu verlegen. In Guyana gibt es mehrere weitere Orte gleichen Namens.

## Geographie
Der Ort liegt an der Atlantik-Küste im Gebiet von Enmore-Hope Village District, etwa 20 km östlich von Georgetown.
Der Ort ist wie alle Orte entlang der Küste am Reißbrett angelegt. Landwirtschaftliche Flächen erstrecken sich von der Küste aus schnurgerade ins Hinterland. Im Umkreis liegen die Orte Haslington (N) und Golden Grove (Guyana) (O) sowie Enmore.

## Kultur
Paradise hat eine Grundschule, sowie ein Team in der Liga des 592 Inter-Village Football Festival. Diese Fußballveranstaltung wurde erst 2019 ins Leben gerufen, um Fußball in East Coast Demerara zu fördern. Die Paradise Invaders spielen in der Berbice Football Association (BFA) West Berbice League.
Im Ort gibt es den Hindutempel Hope West Sanatan Dharm Mandir.